# Cássio Loredano

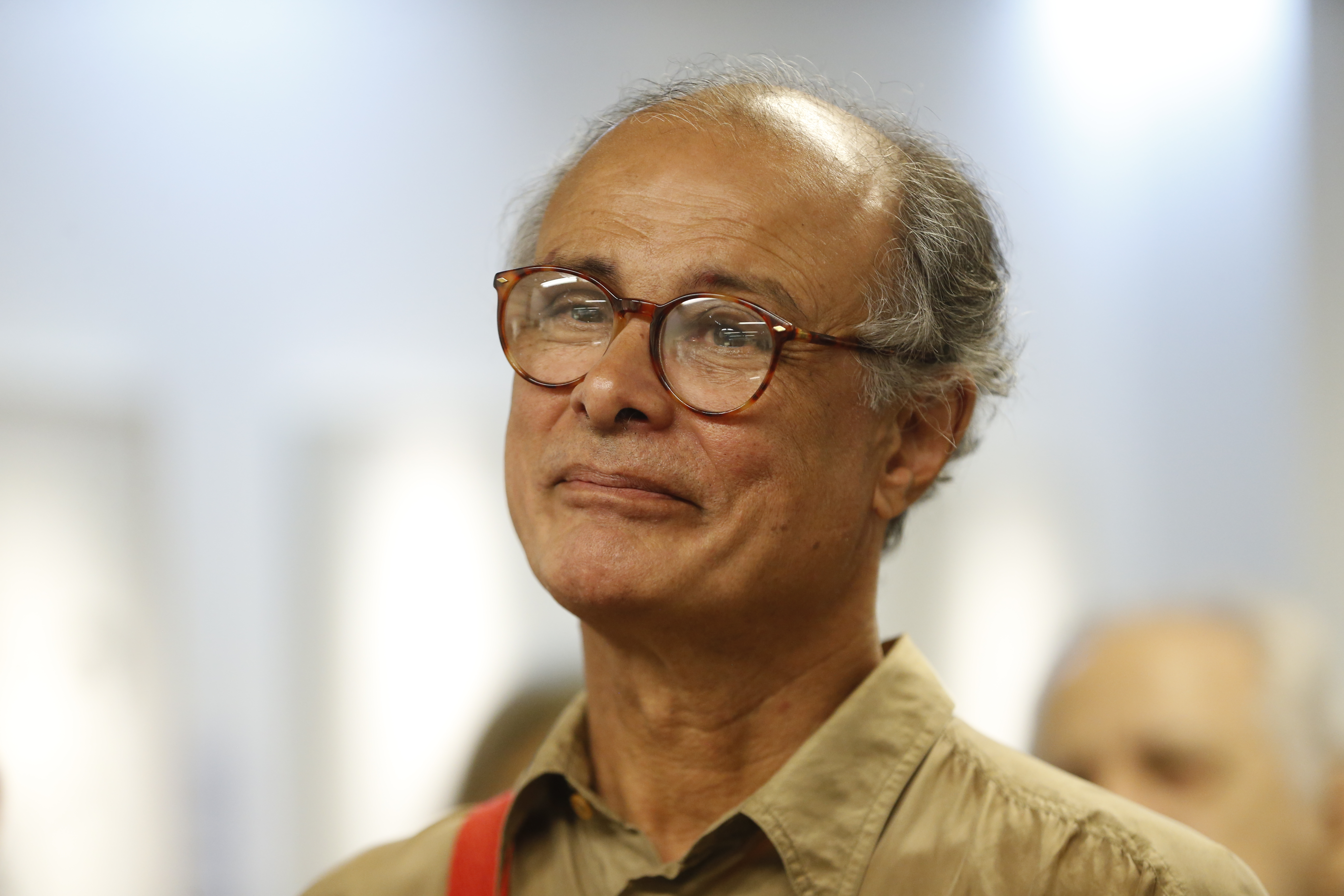
Loredano em 2017

Loredano Cássio Silva Filho, conhecido como Cássio Loredano (Rio de Janeiro, 1948) é um caricaturista brasileiro.
Nas palavras de Millôr Fernandes, “filho de um oficial de cavalaria, Loredano desde cedo se sentiu obrigado a desmontar o ser humano”. De 1949 a 1971, viveu entre Paraná, Minas Gerais, Rio Grande do Sul e São Paulo. Foi também repórter e redator de jornal e radiojornalismo de 1968 até 1972, quando se dedicou exclusivamente à caricatura. Trabalhou nos jornais O Pasquim, Opinião, O Globo, O Estado de S.Paulo e Jornal do Brasil. Morou na Alemanha, França, Itália e Espanha, colaborando para periódicos como Frankfurter Allgemeine Zeitung, Die Zeit, La Repubblica, Il Globo, Libération, Magazine Littéraire e El País.
Pesquisador, Cássio organizou dez livros de desenhos de J. Carlos. Também organizou coletâneas de outros caricaturistas, como Guevara e Figueroa. Publicou Nássara desenhista (1985), Guevara e Figueroa: caricatura no Brasil nos anos 20 (1986), Luís Trimano: desenhos, 1968-1990 (1993), Loredano caricaturas: mancha, traço, página (1994), O Rio de J. Carlos (1998), Carnaval J. Carlos (1999), J. Carlos contra a guerra (2000), Lábaro estrelado: Nação e pátria em J. Carlos (2000), O bonde e a linha (2002), Alfabeto literário (2002), O vidente míope: J. Carlos n'O Malho (2007), Fortuna: O cartunista dos cartunistas (2014),  J. Carlos em revista (2014), Rio, papel e lápis (2015), Gente de letras (2018), Sinais particulares (2019),  J. Carlos: originais (2019) e Reclames: J. Carlos publicitário (2021).
É desenhista de O Estado de S. Paulo e colabora regularmente para outros órgãos da imprensa nacional e estrangeira.
Loredano tem um estilo único na criação de caricaturas. Com um traço preciso e dinâmico, impressiona pela captação de gestos e impressões.